# 涿州永济桥
涿州永济桥，位于中国河北省涿州市（保定市代管之縣級市）北关村，是涿州市的一个全国重点文物保护单位，类型为古建筑，公布时间为2006年5月25日。
涿州永济桥始建于明万历年间，现存桥梁建成于清乾隆二十五年。